# Neu-Buch

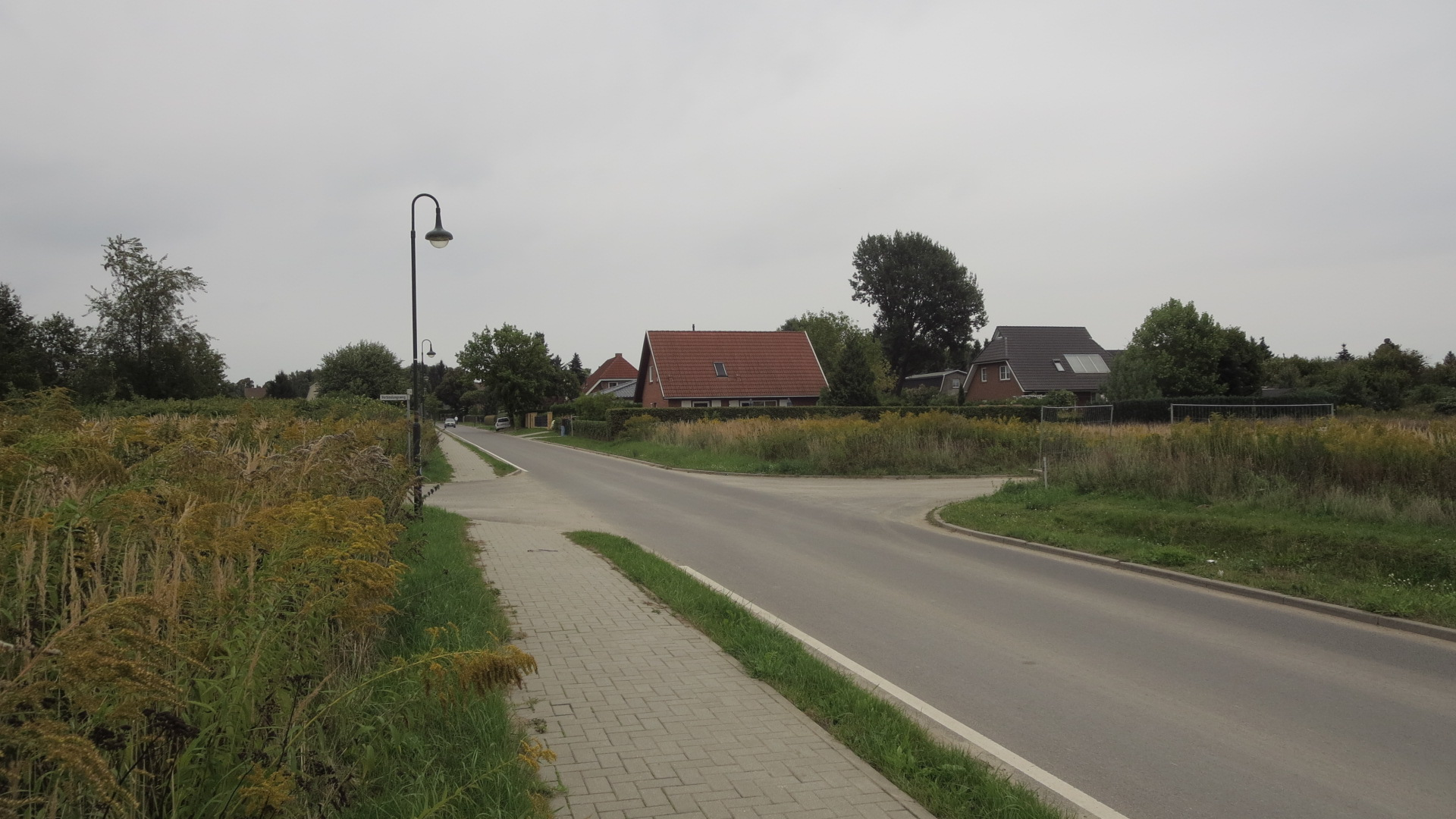
Neu-Buch, Kleiststraße

Neu-Buch ist ein Wohnplatz des Ortsteils Schwanebeck in der brandenburgischen Gemeinde Panketal.
Die Siedlung erhielt ihren Namen nach dem benachbarten Dorf Buch, welches seit 1920 ein Ortsteil des Berliner Bezirks Pankow ist. Neu-Buch bildet ein gemeinsames Siedlungsgebiet mit dessen altem Ortskern, der nach der Errichtung der Heilanstalten in Berlin-Buch ab 1898 durch mehrere Siedlungsvorhaben und Errichtung von Erholungsgrundstücken erweitert wurde. Außerdem sind viele der Gebäude als Behelfsheime während des Zweiten Weltkriegs entstanden. Ab 1992 wurde das Gebiet, welches zuvor auch als Teil von Schwanebeck-West bezeichnet wurde, durch mehrere Bauträger erschlossen und nun unter dem Namen Neu-Buch vermarktet.
Neu-Buch wird von der Berliner Omnibuslinie 259 alle Stunde bedient, wodurch eine Verbindung nach Berlin-Buch (auch zum S-Bahnhof Buch), sowie nach Lindenberg und Berlin-Malchow existiert.